# Karl Stix
Pour les articles homonymes, voir Stix.
Karl Stix, né le 24 octobre 1939 à Wiener Neustadt et mort le 5 juillet 2003 à Hornstein, est un homme politique autrichien membre du Parti social-démocrate d'Autriche (SPÖ).

## Biographie

### Débuts et ascension en politique
Nomme secrétaire général du SPÖ de Burgenland en 1966, il est élu en 1975 député au Landtag. En 1982, il entre au gouvernement régional et quitte ses fonctions au sein du Parti socialiste.

### Landeshauptmann de Burgenland
Pour les élections régionales du 23 juin 1991, il est choisi comme chef de file du SPÖ à la place de Johann Sipötz, au pouvoir depuis quatre ans. Lors du scrutin, le SPÖ totalise 48,1 % des voix et fait élire 17 députés sur 36. Le 18 juillet, Karl Stix est investi à 51 ans Landeshauptmann de Burgenland.
Il sort de nouveau vainqueur du scrutin du 2 juin 1996, bien qu'en recul puisque le Parti social-démocrate d'Autriche réunit 44,5 % des suffrages exprimés, ce qui lui donne le même nombre de parlementaires.

### Fin de vie politique
À la suite des élections du 3 décembre 2000, le SPÖ le remplace par Hans Niessl, qui lui succède au pouvoir le 28 décembre suivant.
Il meurt moins de trois ans plus tard, le 5 juillet 2003, à 63 ans.